# Mëzi
Mëzi – wieś położona w północnej części Albanii w gminie Fierzë. Wieś znajduje się 102 kilometrów od stolicy państwa, Tirany.

## Demografia
Według spisu ludności z 1989 roku we wsi Mëzi mieszkało 649 mieszkańców.